# Pijpkruid
Pijpkruid (pipeweed) is de pijptabak in het werk van J.R.R. Tolkien.
Omstreeks het jaar 1070 van de Gouwtelling was de hobbit Tobold Hoornblazer uit Langebroek in het Zuiderkwartier de eerste die het eerste echte pijpkruid in zijn tuinen teelde. Dit pijpkruid werd naar hem Oude Toby genoemd. Hoe Hoornblazer aan de plant is gekomen is niet bekend want tot de dag van zijn dood heeft hij het niet willen vertellen.
In de periode van Frodo Balings kwam het beste inlandse pijpkruid nog steeds uit het Zuiderkwartier. Oude Toby is samen met Zuiderster een van de soorten die toen goed bekendstonden. Oude Toby heeft ook buiten de Gouw bewondering, de tovenaar Gandalf is bijvoorbeeld ook een groot liefhebber.

## Over de naam
- De personen in het boek gebruiken nooit het woord tabak. De schrijver Tom Shippey veronderstelde dat Tolkien dit woord, dat van Amerikaanse oorsprong is, een anachronisme vond.
- De plant fluitekruid heet in het Engels cow parsley, maar een letterlijke vertaling zou pipeweed zijn. Het is niet bekend of Tolkien het Nederlandse woord in gedachten had.